# Miloš Šporar
Miloš Šporar (Celje, 16 gennaio 1976) è un ex cestista e allenatore di pallacanestro sloveno.

## Carriera
Con la Slovenia ha disputato i Giochi del Mediterraneo di Bari 1997.

## Palmarès
- Coppa di Slovenia: 1

Union Olimpija: 2000